# 1351 Uzbekistania

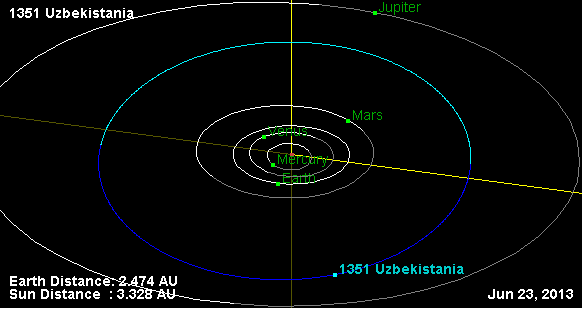

1351 Uzbekistania è un asteroide della fascia principale del diametro medio di circa 64,91 km. Scoperto nel 1934, presenta un'orbita caratterizzata da un semiasse maggiore pari a 3,2007051 UA e da un'eccentricità di 0,0616780, inclinata di 9,66499° rispetto all'eclittica.
Il nome si riferisce alla Repubblica Socialista Sovietica Uzbeka, corrispondente all'odierno Uzbekistan, dove lo scopritore risiedette durante la seconda guerra mondiale.